# Piriqueta racemosa
Piriqueta racemosa là một loài thực vật có hoa trong họ Lạc tiên. Loài này được (Jacq.) Sweet miêu tả khoa học đầu tiên năm 1826.